# Robert-Gletscher
Der Robert-Gletscher ist ein Gletscher im ostantarktischen Enderbyland. Er ist der östlichere zweier Gletscher, die in den südlichen Abschnitt der Edward-VIII-Bucht münden. Der andere ist der Wilma-Gletscher.
Der australische Geodät und Kartograf Robert George Dovers (1921–1981) entdeckte ihn gemeinsam mit seinem Hundeführer Georges Schwartz (* 1920) bei einer Hundeschlittenfahrt zur Vermessung der Edward-VIII-Bucht im Jahr 1954. Das Antarctic Names Committee of Australia benannte ihn am 11. August 1955 nach Dovers.